# Rietberg
Rietberg (pronunciación en alemán: /ˈʁiːtˌbɛʁk/ⓘ) es una ciudad de Alemania ubicada en lander de Renania del Norte-Westfalia y que pertenece al mismo distrito que Gütersloh, es decir, la región administrativa de Detmold. El río Ems pasa por Rietberg.